# St. Marienkirchen an der Polsenz
St. Marienkirchen an der Polsenz, Sankt Marienkirchen an der Polsenz – gmina targowa w Austrii, w kraju związkowym Górna Austria, w powiecie Eferding. Liczy ok. 2,3 tys. mieszkańców.